# Aleksandra Kostenjuk

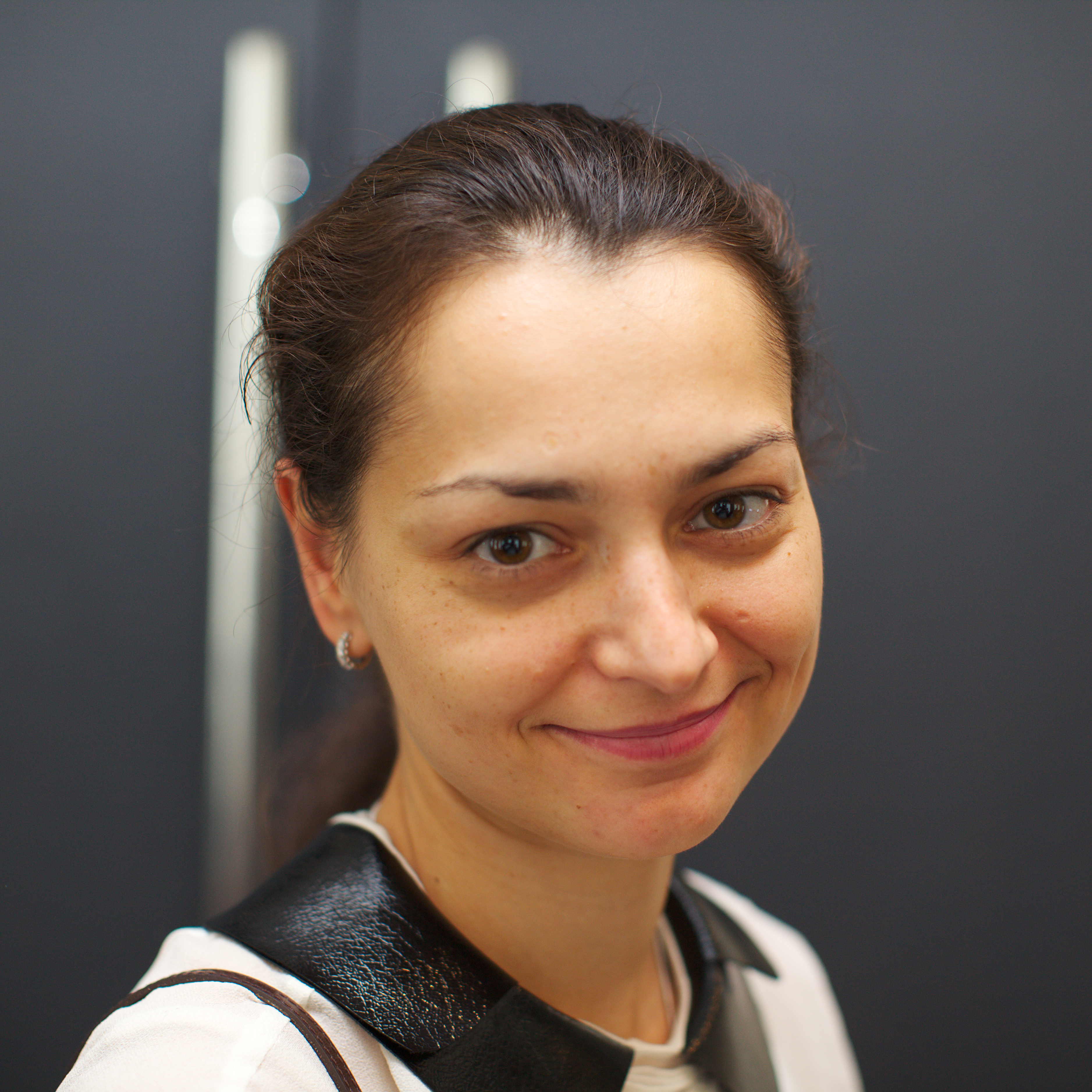
Aleksandra Kostenjuk 2013.

Aleksandra Konstantinovna Kostenjuk (ryska: Александра Константиновна Костенюк), född 23 april 1984 i Perm, Ryssland, är en rysk schackspelare. Hon blev stormästare 2004 och var världsmästarinna  från 2008 till 2010.